# Boston Bolts
Boston Bolts is een voormalige Amerikaanse voetbalclub uit Boston, Massachusetts. De club werd opgericht in 1988 en opgeheven in 1990. De club speelde twee seizoenen in de American Soccer League en één seizoen in de American Professional Soccer League.

## Erelijst
- American Soccer League

Runner up (1): 1989